# IEC 61883
La IEC 61883 è un'interfaccia digitale nata nel 1998 ed utilizzata dalla IEEE 1394 (Firewire) per lo scambio dei dati per i dispositivi audio e video. Lo standard per questa tipologia di dispositivi viene definita dalla Commissione Elettrotecnica Internazionale (IEC).